# 11622 Samuele
11622 Samuele eller 1996 RD4 är en asteroid i huvudbältet som upptäcktes den 9 september 1996 av de båda italienska astronomerna Andrea Boattini och Luciano Tesi vid Pian dei Termini-observatoriet. Den är uppkallad efter amatörastronomen Samuele Marconi.